# Теодор Салпаров
Теодор Салпаров е български волейболист. Той е висок 187 см и тежи 77 килограма. Играе на поста либеро, като е титуляр в Националния отбор по волейбол на България.

## Ранен живот
Теодор Салпаров е роден на 16 август 1982 г. в град Габрово. На 14 години се мести в София и първоначално иска да тренира футбол. Майка му, Тодорка Симеонова, която е бивша волейболистка, го убеждава да се захване с любимия ѝ спорт.

## Кариера
Започва кариерата си в ЦСКА, но заради по-ниския си ръст няма особени перспективи на поста нападател. Старши треньора на мъжете Александър Попов решава да го направи либеро и му предлага договор. Викнат е в младежкия национален отбор и печели индивидуални награди.
За първи път попада в разширения състав на мъжете през 1999 г. През 2003 г. титулярът на този пост, тогава Даниел Пеев, получава контузия и Теди е викнат по спешност за финалите в Мадрид. Има 4 сезона в руската Суперлига с екипите на „Луч“, „Газпром“ и „Динамо Москва“. Столичният клуб го освобождава заради трансфера на Матей Казийски в Италия, заявявайки, че не иска да си има повече работа с българи. До 2009 г. играе за родния си клуб, на който президент е брат му Георги Гергиев. След това отново се завръща в Динамо Москва.
През 2012 – 13 г. се състезава за турския Галатасарай, където играе и Владимир Николов, а през 2013 и двамата се преместват в Лион. От 2014 до 2017 г. играе за руския Зенит (Казан), като играе основно в европейските клубни турнири. През 2017 г. се завръща в България, след като подписва с бургаския Нефтохимик договор за играещ спортен директор с когото става шампион през същия сезон.
Печели четвъртото място на волейболния турнир на летните олимпийски игри в Лондон през 2012 г. с отбора на България. Там е избран за най-добър защитник в турнира.  В следващите две големи състезания през 2013 година – Световната лига и Европейското първенство, също заема четвъртите места. Салпаров печели Шампионската лига по волейбол през 2015 г. Заедно със своите съотборници от руския Зенит (Казан) той триумфира на финала срещу полския Асеко Ресовия (Жешув) с 3:0 (25:22, 25:23, 25:21). Салпаров е избран за либеро №1 на турнира „Файнъл 4“ в Берлин.

## Личен живот
Салпаров се жени за Бойка Делиева, но двамата по-късно се развеждат. Имат син на име Георги.
От 2017 г. Салпаров има връзка с актрисата Ралица Паскалева. Двамата сключват брак. През февруари 2018 г. е обявено, че чакат дете. През юли 2018 г. се ражда синът им – Максим. През октомври 2023 се ражда вторият им син.

## Спортна кариера
- От 1995 – 2004 г. играе за ЦСКА Роял Кейк;[7].
- През 2004 – 2005 г. е в състава на „Луч“ (Русия);
- През 2005 – 2006 г. е в състава на Газпром (Русия);
- През 2006 – 2007 г. играе за шампиона на Русия – „Динамо“ (Москва);
- През 2007 – 2009 г. играе за ВК ЦСКА (София);
- През 2009 – 2010 г. играе за Динамо (Москва);
- През 2010 – 2012 г. е в състава на ВК ЦСКА (София);
- През 2012 – 2013 г. е в Галатасарай;
- През 2013 – 2014 г. играе за френския АСЮЛ (Лион)[8];
- През 2014 – 2017 г. играе за Зенит (Казан);
- През 2017 става играещ спортен директор на Нефтохимик (Бургас).

## Успехи
- Носител на Купата и на суперкупата на Русия с Динамо през 2007 г.
- Бронзов медалист от Световното по волейбол през 2006 г.
- Бронзов медалист от Световната Купа в Япония през 2007 г.
- Бронзов медалист от европейското в Турция през 2009 г.
- Носител на Купата на България с ЦСКА през 2009 г.
- Двукратен шампион на България с ЦСКА;
- Сребърен и бронзов медалист от Шампионската лига с Динамо;
- Златен медал от Шампионската лига със Зенит (Казан) през 2015, 2016, 2017 г.
- Шампион, носител на Купата и Суперкупата на България с Нефтохимик 2010 (Бургас) през 2018 г.
- Шампион на България с Нефтохимик 2010 (Бургас) през 2019 г.